# Tough (manga)
Tough -Dur à cuire (高校鉄拳伝タフ, Kōkō Tekken-den Tough) est un manga seinen sur les arts martiaux créé par le mangaka Tetsuya Saruwatari, pré-publié dans le magazine Young Jump de Shūeisha et compilé en un total de 42 volumes. La version française est publiée par Tonkam et l'intégralité est disponible depuis mai 2007. Une réédition en tomes doubles est prévue par Delcourt/Tonkam à l'automne 2025, qui paraîtra simultanément avec la troisième saison inédite intitulée Tough - La Fureur du Dragon.
Une suite intitulée Free Fight -New Tough- (タフ, Tough) a été pré-publiée dans le magazine Young Jump entre 2003 et 2012, et le 39e et dernier tome en version japonaise est sorti en août 2012. En France, cette suite est toujours éditée par Tonkam, celle-ci s'achève par la publication du tome 39 le 6 novembre 2013. Kiichi y est alors devenu adulte et quinzième gardien du Nadashinkageryu.
Un recueil d'histoires en 2 volumes, sans transition aucune, écrit avant la saison 2 de Tough, est sorti sous le nom Free Fight Origins (タフ外伝 OTON-おとん-, Oton). On y suit le père du protagoniste principal du manga d'origine. Seul le frère jumeau de Seiko est le personnage principal d'un "chapitre" et ledit fils y fait une brève apparition.
De même, très peu d'éléments du cadre spatio-temporel de la série originale y sont conservés.
Un spin-off de 3 chapitres nommé Devils x Devil a été publié dans le magazine Young Jump en août 2012. Il le sera peut-être en France. Pour le moment, aucune date n'a été communiquée.
Le manga a aussi été adapté en 3 OAVs. Les OAVs sont actuellement diffusées par Black Bones en streaming légal et gratuit.

## Synopsis
Kiichi Miyazawa alias Kibô est un lycéen de 17 ans de la ville de Kobé qui est le futur héritier de la 15e génération du Nadashinkageryu, un style de combat très réputé, complet et incommensurablement efficace, tout en étant ésotérique et donc hermétique. Son passe-temps favori est d'affronter des combattants très doués, de devoir redoubler d'efforts pour gagner et d'apprendre de chacun de ses entraînements et de ses combats. Au fur et à mesure de ces derniers, il rencontrera des adversaires de plus en plus forts mais aussi très différents les uns des autres, celui-ci désirant également être à la hauteur et digne de la succession du Nadashinkageryu.

## Analyse de l’œuvre

### Réalisme
Un des principes du manga est de faire cohabiter possible et invraisemblable tout en facilitant leur distinction.
Les frontières s'éclairent entre les deux donc ainsi :
Le cadre spatio-temporel concorde à peu près avec la réalité. Beaucoup de faits réels en tout genre (historiques, scientifiques, culturels, politiques...), y sont rapportés, ainsi que des références plus ou moins explicites à des politiques, des artistes, et surtout des combattants (voir ci-dessous "Place des combattants réels dans le manga". De plus, les corps -souvent disproportionnés (au niveau des yeux, des cheveux, des jambes par exemple) dans les mangas pour mettre en valeur leurs personnages- y sont très réalistes. Néanmoins, les corps aux traits censément asiatiques sont souvent occidentalisés.
La puissance de quelques personnages, l'absence quasiment totale de forces de l'ordre, la résistance et la guérison particulière de certains, les "sciences" occultes n'ont, vis-à-vis de la réalité, qu'une explication possible dans les limites épistémologiques pour certaines et un concours de circonstances voire une chance exceptionnelle pour d'autres.
La philosophie est aussi un grand thème de l'œuvre. Les principaux sujets abordés sont la dualité mort-vie, la légitimité de la violence, les similitudes entre homme et animal... Autant de questions bien réelles.
Le style de combat Nadashinkageryu s'apparente à une école secrète qui conserve jalousement des techniques dont elle est seule connaisseuse, ce fait justifiant la présence de principes médicaux non reconnus dans le monde réel.
Les faits médicaux et anatomiques peuvent y être très précis ou alors totalement imaginaires, mais la distinction entre peut être aisée, les faits fictifs ayant généralement un nom à consonance japonaise ne signifiant rien où provenant de mythologies ou religions orientales. Beaucoup de principes médicaux proviennent de théories extrême-orientales (très souvent de vieilles théories chinoises). Il arrive cependant que le lecteur puisse avoir du mal à distinguer réel et imaginaire, par exemple, parmi les nombreux arcanes de l'école Nadashinkageryu, l'auteur dévoile une technique nommée Naizô Hage (litt. "élévation des organes") qui consiste en une méthode de respiration spéciale permettant de faire se déplacer temporairement les viscères de l'abdomen à l'intérieur de la cage thoracique. Pour autant fantasque que cette technique puisse paraître, il existe des cas d'humains capable d'acte aussi anodins et extraordinaire que de faire ce mouvoir ces viscères, de les déplacer à l'intérieur du ventre et de les faire se concentrer en un point, sans que cela ne soit pour autant la conséquence de quelque mutation génétique ou d'un don inné; hormis peut être le talent à l'état brut façonné par l'expérience et / ou la technique. De fait, selon d'autres sources, la technique "d'élévation des organes" serait originaire du karaté okinawaien, et donc de styles internes du Kung-Fu chinois et peut être aussi du Yôga indien.

### Contenu potentiellement choquant
Un contenu potentiellement offensant est présent dans le manga:
Des parties sexuelles et des poils y sont montrés dès le premier tome, fait rare et mal vu pour un manga.
Dans les premiers tomes (de la première saison) des scènes à connotation sexuelle sont fréquentes ainsi que le langage grossier, bien qu'il disparaisse progressivement.
Les effusions de sang, os fracturés et blessures gigantesques y sont montrés, avec toutefois une certaine modération dans la quantité.
Mais les premiers tomes de la saison 2, où Kiichi participe à des combats illégaux, quasiment sans règle et encadrés par des yakuzas, de même que le tournoi gigantesque durant 24 heures en pleine montagne et avec les mêmes circonstances que celles sus-dites, peuvent aisément choquer les âmes sensibles.
Le manga est toutefois classé "Seinen".

### Registre favori
Le registre de prédilection de l'auteur est l'épique, avec des faits d'armes démesurés.
Par ailleurs, l'auteur ruse souvent pour ne pas dévaloriser un lutteur clé du manga, par exemple au profit un autre lors d'un combat les opposant.
Le père du protagoniste principal en est l'exemple le plus frappant.
Toutefois, à partir du tome 16 de la deuxième saison, Saruwatari, à travers une histoire très courte dans les dernières pages en dehors de la trame scénaristique et du cadre spatio-temporel, appelée "Another side of Kiryu" (soit: "un autre aspect de Kiryu") dévoile un aspect souvent ridicule et humoristique de son personnage censé être extrêmement puissant et impitoyable.
Le manga ne se veut cantonné caricaturalement à la violence inouïe, il se souhaite au contraire subtil et profond.

## Place de lutteurs réels dans le manga
Tetsuya Saruwatari est proche de certains combattants et un grand fan d'arts martiaux, ce qui fait que de nombreuses disciplines sont présentées et commentées par le biais de personnages. Il s'inspire aussi de combattants pour le physique ou le nom de ses personnages.
Une interview de lutteur réalisée par Saruwatari est publiée à la fin de chaque tome hormis les tomes 1 et 42, souvent avec des explications sur l'art martial pratiqué.
Dans l'ordre:
-Seishi Horibe
-Masakatsu Funaki
-Nobuhiko Takada
-Volk Han
-Andy Hug
-Akira Maeda
-Patrick Smith
-Kenji Yamaki
-Minoru Suzuki
-Suil Fan
-Yoshihisa Yamamoto
-Yoshiki Takahashi
-Kenji Yamaki
-Enson Inoue
-Yuki Kondo
-Peter Aerts
-Yuki Nakai avec Manabu Yamada
-Kazushi Sakuraba
-Ernesto Hoost
-Kenzo Watanabe avec Manabu Yamada
-Mark Kerr
-Peter Aerts
-Akira Shoji
-Kiuma Kunioki
-Musashi alias Akio Mori
-Alexander Otsuka
-Masakatsu Funaki
-Jérôme Le Banner
-Igor Vovchanchyn
-Ray Sefo
-Sanae Kikuta
-Wanderlei Silva
-Tatsuki Iwasaki
-Tsuyoshi Kosaka
-Shungo Oyama
-Bob Sapp
-Kazushi Sakuraba
-Sanae Kikuta
Il n'y a au total que 26 combattants interviewés différents, l'auteur aimant interviewer un combattant avant et après un évènement.
De plus, le fait que les combattants soient souvent japonais, peu connus, peu titrés et quasiment en fin de carrière est souvent reproché par les lecteurs.
Cependant certains lutteurs sont mondialement reconnus comme Kazushi Sakuraba, Wanderlei Silva, Jérôme Le Banner, Bob Sapp, Peter Aerts, Ernesto Hoost...
Ces interviews ne sont présentes ni dans Free Fight Origins ni dans Free Fight- New Tough.
Par ailleurs, l'auteur semble être légèrement hostile à la famille Gracie, même s'il la présente comme redoutable.

## Anime
3 OAV de 45 minutes ont été produites par le studio AIC entre 2001 et 2002. Les OAVs sont actuellement diffusées par Black Box en streaming légal et gratuit.

## Produits dérivés

### Jeux vidéo
Un jeu vidéo d'action nommé Tough: Dark Fight, développé et édité par Konami, est sorti en décembre 2005 sur PlayStation 2.